# Aereo a doppio ponte

Confronto tra le sezioni di due aerei a doppio ponte, Airbus A380 e Boeing 747.

In un aereo a doppio ponte i passeggeri sono disposti su due piani, uno principale che si estende per tutta la lunghezza della fusoliera, ed uno secondario che può estendersi (anche parzialmente) sopra o sotto il ponte principale. La quasi totalità degli aerei da trasporto ha un ponte per i passeggeri ed uno per i bagagli e gli ULD, ma solo pochi hanno due ponti per i passeggeri ed un terzo per il cargo.

## Storia

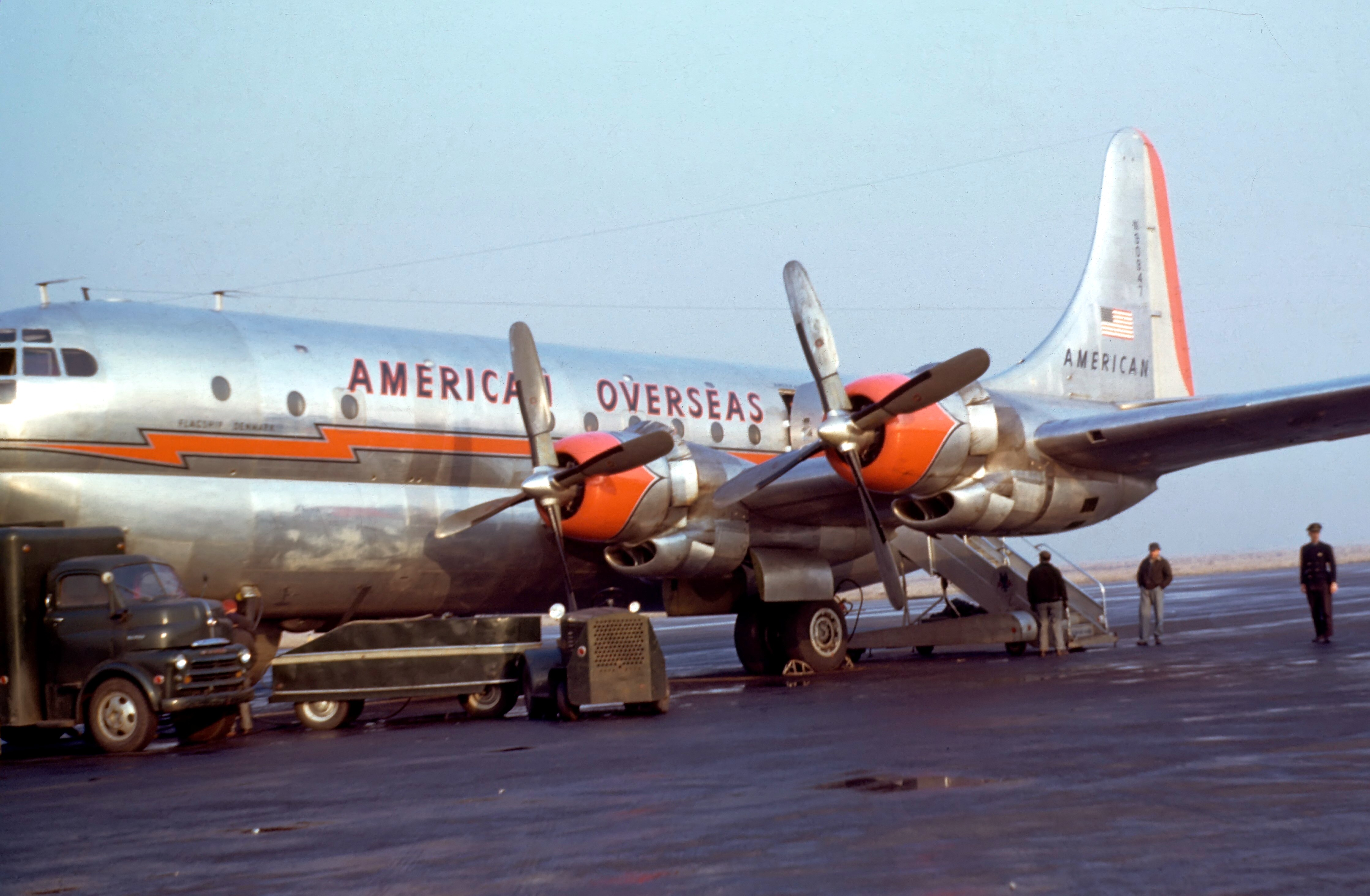
Un Boeing 377 Stratocruiser

I primi esempi di aerei a doppio ponte per il trasporto di passeggeri furono idrovolanti quali il Boeing 314 Clipper e lo Short Sandringham. Dopo la seconda guerra mondiale questa soluzione venne presa in considerazione per aumentare il numero dei passeggeri trasportati per singolo aeroplano. Tra i primi progetti ci fu quello per il Convair Model 37, una versione civile dell'XC-99, che prevedeva una capacità di 204 passeggeri per un raggio di azione di 6800 chilometri. A causa, però, dell'alto consumo di olio e di carburante dei sei motori radiali da 3500 cavalli invece dei previsti turboelica da 6000 HP che tardarono ad essere disponibili, furono sollevati dubbi sull'effettiva economicità del velivolo ed il progetto venne abbandonato. Il Boeing 377 Stratocruiser, invece, riuscì a raggiungere la linea produttiva, sebbene con un limitato numero di esemplari (56). Era derivato dal B-29 Superfortress con un doppio ponte parziale.
Il primo aereo a doppio ponte (anche questo parziale) con motori a reazione fu il Boeing 747, con il ponte superiore più corto di quello principale, responsabile della caratteristica "gobba" di questo modello. La limitata estensione del ponte superiore fu decisa per evitare eccessivi tempi di evacuazione del velivolo in caso di emergenza e per ottimizzare il volume di carico del ponte principale per le versioni cargo.
Successivamente l'Airbus adottò per il suo aereo a fusoliera larga A380 la configurazione a doppio ponte completo per i passeggeri più un terzo per il cargo che si estendono per tutta la lunghezza della fusoliera. L'ampio spazio a disposizione permette una vasta scelta di allestimenti in grado di trasportare dalle 525 alle 853 persone.

## Elenco di aeroplani a doppio ponte
Idrovolanti a doppio ponte
- Boeing 314 Clipper
- Dornier Do-X
- Short Sandringham
- Short Empire C-Class
- Saunders-Roe Princess

Aerei con doppio ponte parziale
- Airbus A330 e Airbus A340

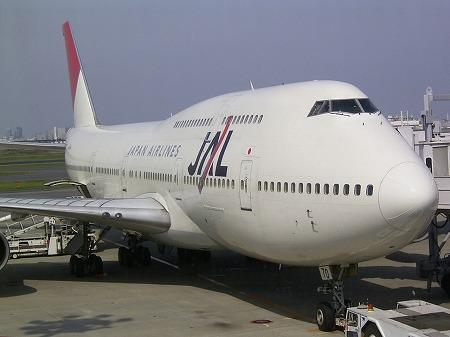
Un 747 JAL con la caratteristica "gobba" dovuta al piano superiore

  - Ponte inferiore per zona riposo equipaggio e toilette (Opzionale)
- Boeing 377 Stratocruiser
- Boeing 747
  - Boeing 747-400
  - Boeing 747-8
- Boeing 777
  - Ponte inferiore per toilette e cambusa (Opzionale)
  - Ponte superiore per zona riposo equipaggio (Opzionale)
- Ilyushin Il-86
  - Piano inferiore per cambusa e bagagliaio accessibile
- Lockheed L-1011 Tristar
  - Piano inferiore bagagliaio e cambusa
  - Piano inferiore per bar (Opzionale)
- Tupolev Tu-114
  - Piano inferiore per zona riposo equipaggio e cambusa.

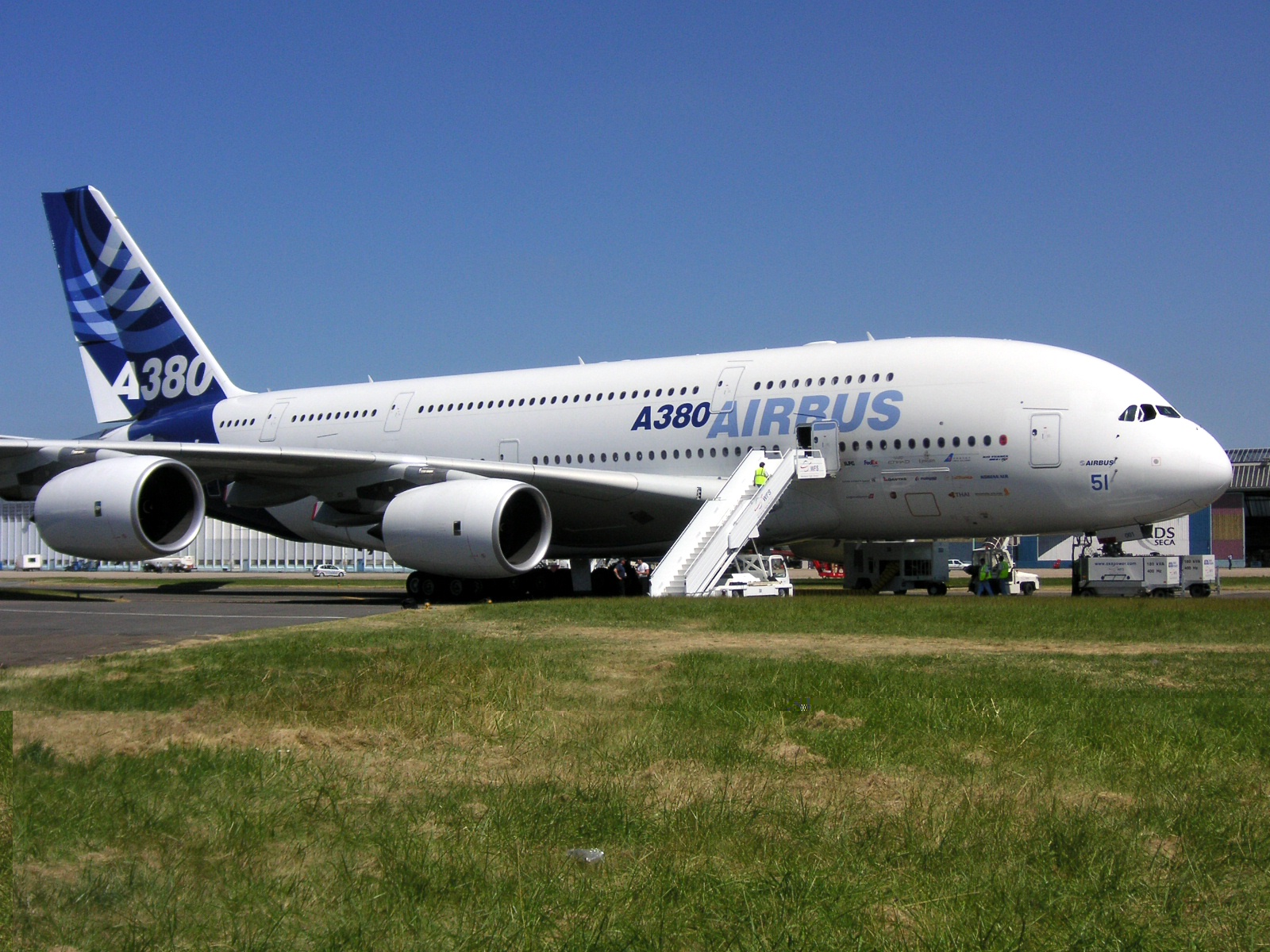
Un Airbus A380 al Paris Air Show nel 2005

Aerei a doppio ponte completo
- Breguet 761, 763 e 765
- Airbus A380

Aerei cargo con ponte separato per passeggeri
- Antonov An-225
- Antonov An-124
- Lockheed C-5 Galaxy
- Boeing C-97 Stratofreighter
- Douglas C-124 Globemaster II
- Short Belfast
- Lockheed R6V Constitution
- Blackburn Beverley - piano cargo adatto anche al trasporto truppe

Aerei cargo a doppio ponte
- Aviation Traders Carvair
- Bristol Freighter
- Convair XC-99
- Douglas C-124 Globemaster II